# Локстон (ЮАР)
Локстон (англ. Loxton) — город в регионе Кару в Северо-Капской провинции ЮАР.
Это центр производства шерсти в муниципалитете Убунту в округе Пиксли-ка-Семе и один из крупнейших центров заготовки чеснока в ЮАР.
Территория вокруг Локстона известна своими знаменитыми ложносводчатыми домами в виде пчелиных ульев, построенных трекбурами в 1810-е годы и уникальными для данной территории.
Голландская реформатская церковь приобрела ферму Фезантефонтейн (африк. Phezantefontein, «фазаний источник») у А. Э. Локстона в 1899 г. Город получил статус муниципалитета в 1905 г. В марте 1961 г. дамба невдалеке от города прорвалась и значительная часть города была разрушена. В последние годы город пережил возрождение, поскольку жители крупных городов стали переезжать сюда и строить здесь частные дома.